# Mouais

Mouais este o comună în departamentul Loire-Atlantique, Franța. În 2009 avea o populație de 369 de locuitori.